# Junín de los Andes
Junín de los Andes egy város Argentína Neuquén tartományában, Huiliches megye székhelye. 2010-ben 16 510 lakója volt.

## Fekvése
A város az Andok keleti oldalán, a Chimehuin folyó völgyében, a folyó jobb partján épült fel. Keresztülvezet rajta a 40-es főút, utcahálózata négyzetrácsos.

## Története
A területen már a spanyolok megérkezése előtti időkben is éltek emberek, méghozzá mapucse és tevelcse indiánok. Amikor a 19. század második felében a Julio Argentino Roca vezette argentin katonák megjelentek a térségben, ádáz harcok robbantak ki az őslakókkal. A sereg 1882-ben érkezett meg az akkor Yconiyén vagy Cum Cum Niyeu néven nevezett völgybe, ahol ma Junín de los Andes fekszik, és ahol a Chimehuin folyó jobb partján 1883-ban felépítették a térség első, igaz, csak kicsi erődítményét. Mivel ennek helyét E. Vidal jelölte ki, és ő volt az egység első parancsnoka is, ezért ma őt tekintik a város alapítójának. Azonban ekkor még újabb harcok bontakoztak ki, ezekben pedig mindkét oldalon több százan vesztették életüket. 1883-ban egy újabb expedíció indult a völgybe, azzal a céllal, hogy települést alapítsanak ott: egy Cagliero nevű bíborosnak ugyanis meggyőződése volt, hogy az evangélium hirdetésével békésen is birtokba lehet venni a területet. Az új települést eredetileg General Fríasnak nevezték, a Junín de los Andes nevet később vette fel. Az Andes az Andok spanyol neve, míg a Junín az ajmara nyelvből származik, és rétet, legelőt jelent.
Eredetileg sokkal inkább katonai bázis volt, mint település; ez az állapot akkor változott meg igazán, amikor 1892-ben ide érkezett két szalézi pap, Domingo Milanesio és Juan Ruggerone. Milanesio atya 1895-ben telepedett le itt véglegesen, és két oktatási intézményt hozott létre, ahol a helyi gyerekek amellett, hogy tanulhattak, élelmiszert is kaptak. Hamarosan egyre több ház épült fel, a település pedig Neuquén tartomány egyfajta állattartó központjává vált. 1933 óta minden évben, általában január végén nagyszabású állattenyésztési kiállítást is rendeznek itt. 1945-ben a települést községi rangra emelték.
A 19. század végén és 20. század elején itt élt és itt is hunyt el 1904-ben a később boldoggá avatott Laura Vicuña.

## Turizmus, látnivalók
A településen és környékén sok látnivaló található. Központi terén, a San Martín téren sokféle különböző fa áll, köztük még egy mamutfenyő is, amelyet az USA-ból hoztak. A Havas Boldogasszony-templom alapkövét 1951-ben rakták le, itt nyugszanak Domingo Milanesio atya földi maradványai is. Az El Mundo Privado de Don Moisés nevű múzeumban 400 mapucse kelmét, régészeti leleteket, történelmi dokumentumokat és más régi tárgyakat lehet megtekinteni, míg a Mapucse Múzeumban szintén régészeti leletek, várostörténeti dokumentumok és mapucse tárgyak láthatók. A községi palota mellett az alapítás száz éves évfordulója alkalmából felavatott Plaza Centenario téren őrzik a városalapító földi maradványait.
Junín de los Andestől nyugatra található a Cerro de la Cruz nevű csúcs, amelynek tetején egy Guillaumet nevű régi városlakó 1950-es ötlete alapján egy fehér keresztet állítottak fel, és ahonnan az egész városra jó kilátás nyílik. A keresztet 1954. március 17-én szentelte fel Mendoza püspöke, Alfonso María Buteler. Boldog Laura Vicuña eredetileg ennek a hegynek a lábánál volt eltemetve. Szintén a város közelében fekszik a Lanín Nemzeti Park és benne a nevezetes Lanín tűzhányó, valamint a horgászturizmus számára jelentősek a közeli vizek, köztük a Chimehuin, a Malleo, az Aluminé, és a Quilquihue folyó, valamint a Curruhué-tó, az Epulafquen-tó, a Paimún-tó, a Huechulafquen-tó, és a Tromen-tó.

## Képek

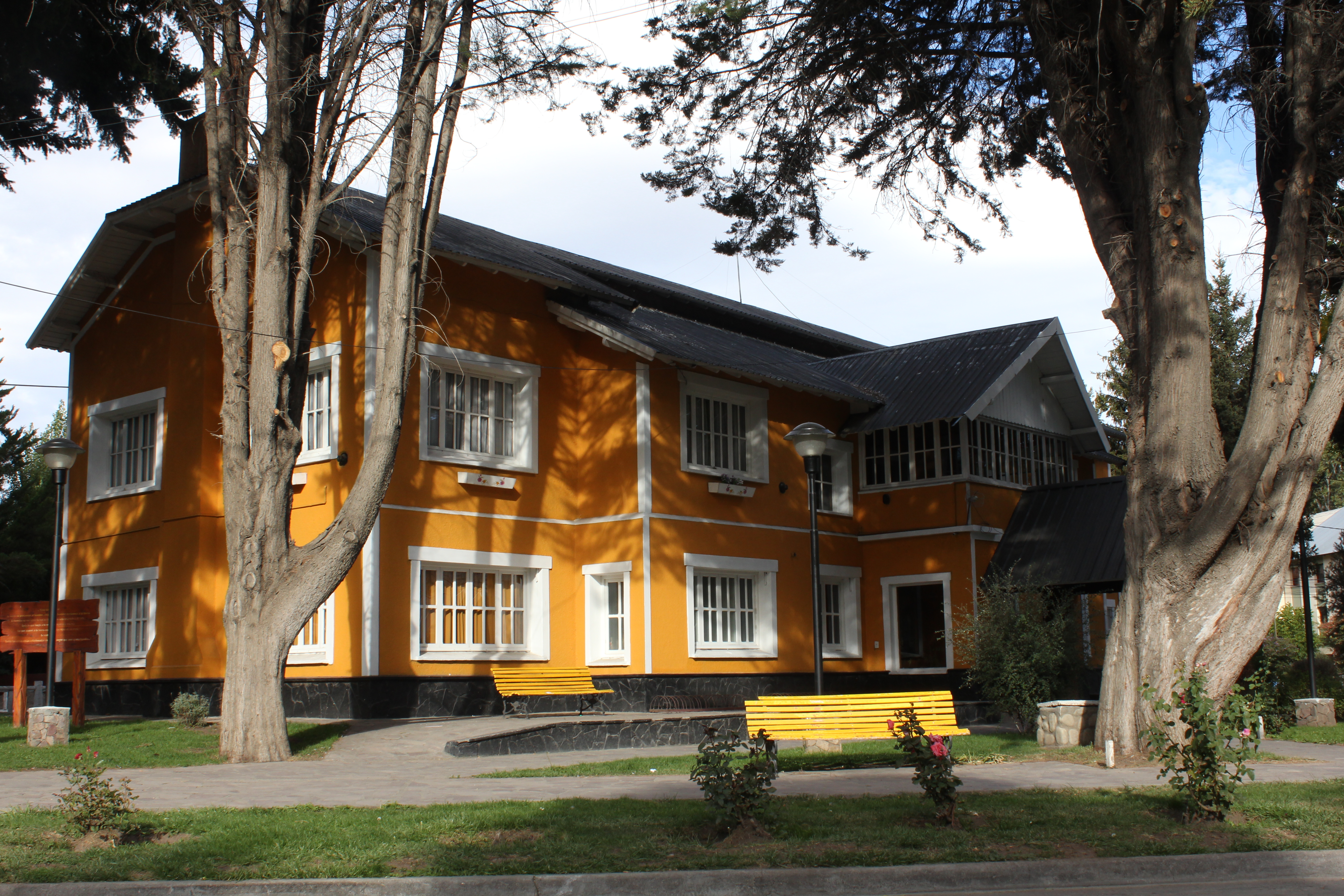
Részlet
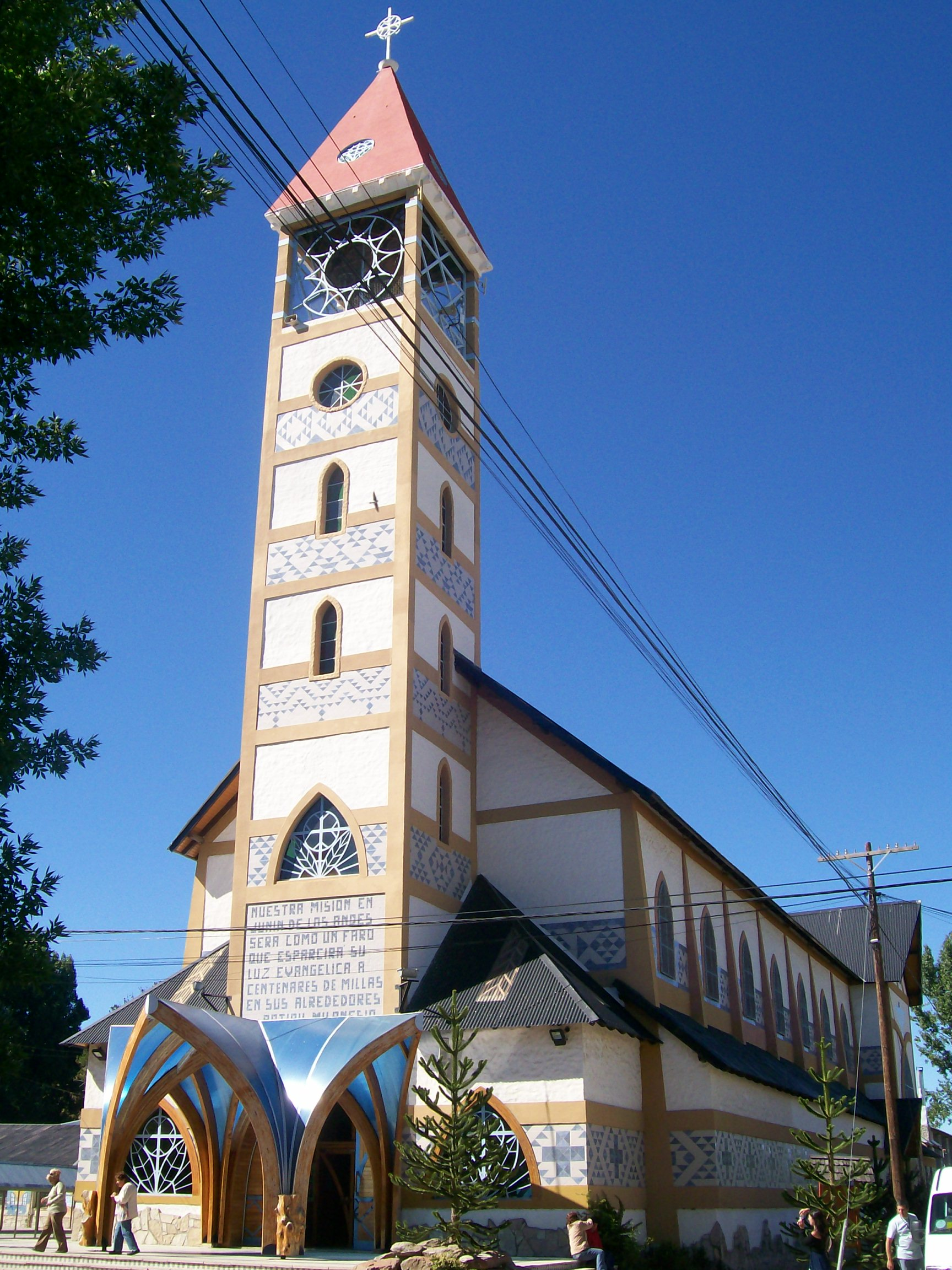
A Havas Boldogasszony-templom
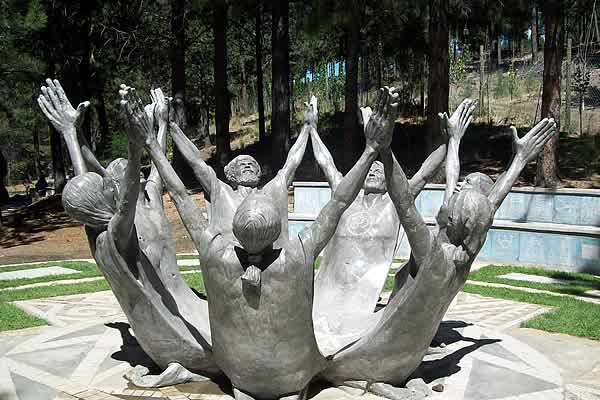
Szobor a Vía Christi parkban
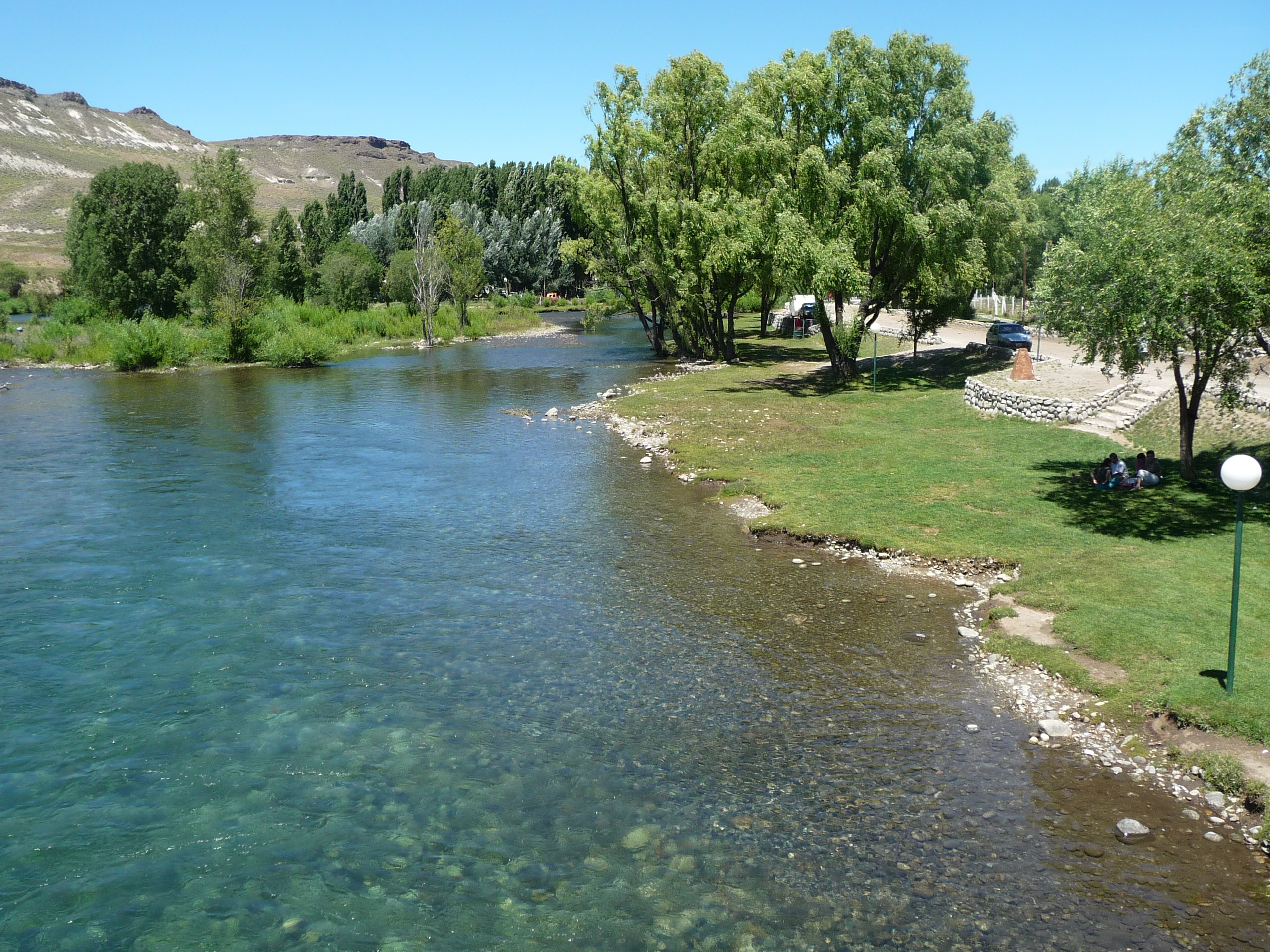
A Chimehuin folyó Junín de los Andesnél